# Glicolipídio
Os glicolipídeos, são lipídeos anfipáticos, contendo uma porção hidrofílica, geralmente referida como grupo cabeça polar (PHG - "polar head group") que é composta por unidades de carboidratos, de onde origina seu nome (o prefixo "glico" faz menção à presença de carboidratos). Sua porção lipídica é referida como cauda hidrofóbica, geralmente constituída de cadeias alifáticas de ácidos graxos.  
As duas classes principais de glicolipídeos são os gliceroglicolipídeos, glicoesfingolipídeos (GSL) e glicosilfosfatidilinositol (GPI). 

## Gliceroglicolipídeos
São glicolipídeos formados por monossacarídeos ou oligossacarídeos ligados à uma hidroxila presente na unidade de glicerol. Duas outras hidroxilas da molécula de glicerol são, geralmente esterificadas por duas cadeias de ácidos graxo de tamanho variável, embora possam ser encontrados com apenas uma ácido graxo (liso-glicolipídeos). Exemplos de gliceroglicolipídeos são galactolipídeos e sulfonolipídeos presentes nos vegetais. 

## Glicoesfingolipídeos
Estes glicolipídeos podem ser formados por monossacarídeos ou oligossacarídeos ligados à uma base de cadeia longa (LCB - "long chain base"), conhecida como esfingosina, (daí o nome do grupo) geralmente formada por 18 átomos de carbono, embora existam variações estruturais. Os carbonos 1 e 3 da esfingosina apresentam grupos hidroxila, enquanto o carbono 2 apresenta um grupo amina. À hidroxila do carbono 1 são ligados os mono- ou oligossacarídeos, enquanto um ácido graxo é ligado ao grupo amina (formando uma ligação amida). Glicoesfingolipídeos estão relacionados com o sistema sanguíneo ABO. 
Além destes glicolipídeos, outras estruturas ainda são conhecidas, entre elas os ramnolipídeos, os quais não apresentam glicerol ou esfingosina, ao invés disto, são formados por ácidos graxo hidroxilados e o carboidrato é ligados diretamente ao ácido graxo. Outros glicolipídeos nos quais o carboidrato é ligado diretamente ao ácido graxo são os soforolipídeos. Ambos, ramnolipídeos e soforolipídeos são importantes biossurfactantes. Além deles, exitem glicolipídeos produzidos por arqueias, são semelhantes aos gliceroglicolipídeos, mas no lugar dos ácidos graxos, estes lipídeos apresentam dois álcoois de cadeia ramificada ligadas ao glicerol por ligações éter.
A função destes glicolipídeos é variada, mas eles estão presentes nas membranas celulares ou intracelulares. Sua porção hidrofóbica fica no interior das bicamadas lipídicas interagindo com as cadeias hidrofóbicas dos fosfolipídeos. Já o grupo cabeça polar fica orientado para o exterior das membranas, onde podem participar de uma série de funções biológicas. 

## Tipos
- Cerebrosídios

- Globosídios

- Gangliosídios